# تورنرز هیل
تورنرز هیل (به انگلیسی: Turners Hill) یک روستا و محله مدنی در بریتانیا است که در Mid Sussex واقع شده‌است. تورنرز هیل ۱۳٫۹۰ کیلومتر مربع مساحت و ۱٬۸۴۹ نفر جمعیت دارد.